# Cassipourea plumosa
Cassipourea plumosa är en tvåhjärtbladig växtart som först beskrevs av Daniel Oliver, och fick sitt nu gällande namn av Arthur Hugh Garfit Alston. Cassipourea plumosa ingår i släktet Cassipourea, och familjen Rhizophoraceae. Inga underarter finns listade i Catalogue of Life.